# 質證
在法律上，質證又稱交叉询问、交互詰問、反诘、反询问、反讯、交互讯问、相互询问、反对讯问、盘问、盘诘，是指訴訟雙方对对方傳喚的证人进行询问、盤問和質疑。質證的目的是誘使證人說出有利於己方的內容，或讓旁聽者和法官對證人的說辭和證人本人產生懷疑。